# Krystyna Podolska
Krystyna Podolska (* 1956) ist eine ehemalige polnische Handballspielerin. Sie spielte für die polnische Nationalmannschaft.
Ihr Ehemann ist der ehemalige polnische Fußballspieler Waldemar Podolski. Sie lebten bis 1987 in Gliwice, wo eine Tochter (* 1980) und der Sohn Łukasz (eingedeutscht: Lukas) (* 1985) zur Welt kamen. Dann siedelten sie nach Deutschland über und wurden in Bergheim bei Köln sesshaft. Sohn Lukas wurde später Fußballprofi und deutscher Nationalspieler.